# Giáo hoàng Hormisđa
Hormisđa (Latinh: Hormidas) là Giáo hoàng kế nhiệm Symmachus và là vị Giáo hoàng thứ 52. Ông đã được suy tôn là thánh của Giáo hội Công giáo. Theo niên giám tòa thánh năm 1861 thì ông đắc cử năm 514 và ở ngôi trong 9 năm 11 ngày. Niên giám tòa thánh năm 2003 xác định rằng triều đại của ông kéo dài từ ngày 20 tháng 7 năm 514 cho tới ngày 6 tháng 8 năm 523.Trong suốt triều Giáo hoàng của ngài đã diễn ra cuộc hoà giải cuối cùng giữa Giáo hội Đông Phương và Tây Phương. Ông quyết định rằng không được phong chức Giám mục cho những người vì đặc ân và ban thưởng.
Giáo hoàng Hormisdas sinh tại Frosinone, Campagna di Roma, Italy. Ông là một người đã lập gia đình và góa vợ trước khi được truyền chức và đã có một người con trai mà sau này trở thành Giáo hoàng Silverius. (Pope St Hormisdas Catholic Encyclopedia (1910). Ông là một trợ tế của Roma trước khi đắc cử Giáo hoàng.
Giáo hoàng đã can thiệp vào vụ ly giáo Acasiô bằng cách kiên quyết đòi lại quyền tối thượng của tòa Rôma trong những vấn đề giáo lý và những việc thuộc về Giáo hội. Khi Anastasiô đập vỡ cuộc thương thuyết, ngược đãi các đặc sứ Giáo hội và viết cho Giáo hoàng một bức thư không thể chấp nhận được, thì ông đã trả lời Hoàng Đế rằng: "Ngài cứ chửi tôi đi, ngài cứ coi như tôi không có đi, cứ việc. Nhưng thấy tôi chấp nhận lệnh ngài thì còn lâu, không, không bao giờ."
Năm 518, Giustinô lên ngôi Hoàng Đế Byzancia. Ông hết lòng tôn kính Đức Giám mục Rôma, nhìn nhận thượng quyền của người, ông đã đưa công thức của Đức Hormisdas về việc này vào bộ luật của ông. Ông viết cho Đức Hormisdas: "Sự thống nhất của các Hội Thánh, tuỳ thuộc ở giáo huấn và quyền bính của Giáo hội Tông Truyền". Trong bộ luật Novelles của ông có viết: "không ai có thể nghi ngờ tính tối thượng của ngai giáo chủ là ở Roma".Mặt khác, ông cũng can thiệp liên tục vào việc phong hoặc cách chức Giám mục, triệu tập, chủ trì hoặc giải thể các công đồng hết sức tuỳ tiện, và gửi tới Công Đồng những lệnh lạc hết sức độc tài, vì thế ông có những nghị quyết, có vẻ như những tông hiến cắt đứt các vấn đề cao trọng nhất về Đức tin…
Đức Hormisdas, thể theo lời yêu cầu của Hoàng Đế, đã cử đặc sứ đến Byzancia, để chấm dứt việc ly khai. Các đặc sứ tỏ ra đầy nghị lực và khéo léo. Khi Đức Thượng Phụ báo tin sẵn sàng bàn bạc với họ, các đặc sứ đã trả lời: "Chúng tôi không đến đây để bàn bạc, nhưng để trình bày một công thức, mà bất cứ ai muốn hoà giải cùng Tông Toà, đều phải chấp nhận". Các Giám mục theo Đơn Tính bị truất phế, Đức thượng phụ, dù muốn dù không cũng phải ký một tuyên cáo của chính thống giáo ly khai với thuyết "Bình Định". Tên của tất cả những người chủ trương lạc giáo, kể cả các Hoàng Đế Zênon và Anastasiô, đều bị bôi bỏ trên các bảng đá. Cảnh sát trấn áp những người theo bè rối và tất cả hàng giáo phẩm Đông Phương đều phải chấp nhận công thức Hormisdas (518), khẳng định các đặc quyền của toà Roma và buộc thông hiệp với Đức Giáo hoàng và tuân theo các lệnh của người.
Giáo hoàng đã kiên quyết và thành công chống lại sự tuyên truyền của tân phái Calcêđônia dựa trên Justinianô, khi xảy ra vụ việc của các đan sĩ Scythes theo thuyết Thiên Chúa thụ nạn (théopasdrites) (519-520). Trong thời ngài, Thánh Benedictus lập dòng Biển Đức và khánh thành đan viện trên núi Cassino (đã bị bom tàn phá năm 1944). Ông cũng ra chỉ thị chức Giám mục không nên được ban tặng như là đặc ân. Trong một lá thư Giáo hoàng Hormisdas viết cho Thánh Rêmy, khi phong người làm đặc sứ của Đức Giáo hoàng tại Gaule, ông viết rằng: "Ngài đã làm cho các dân tộc này trở lại bằng những phép lạ sánh được cùng các phép lạ của các Thánh Tông Đồ".